# Newton under Roseberry
Newton under Roseberry är en by i civil parish Guisborough, i distriktet Redcar and Cleveland, i grevskapet North Yorkshire, i England. Byn är belägen 10 km från Middlesbrough. Newton var en civil parish fram till 1974 när blev den en del av Guisborough. Civil parish hade 78 invånare år 1951. Byn nämndes i Domedagsboken (Domesday Book) år 1086, och kallades då Neweton/Newetun/Nietona.